# Kurfürstendamm

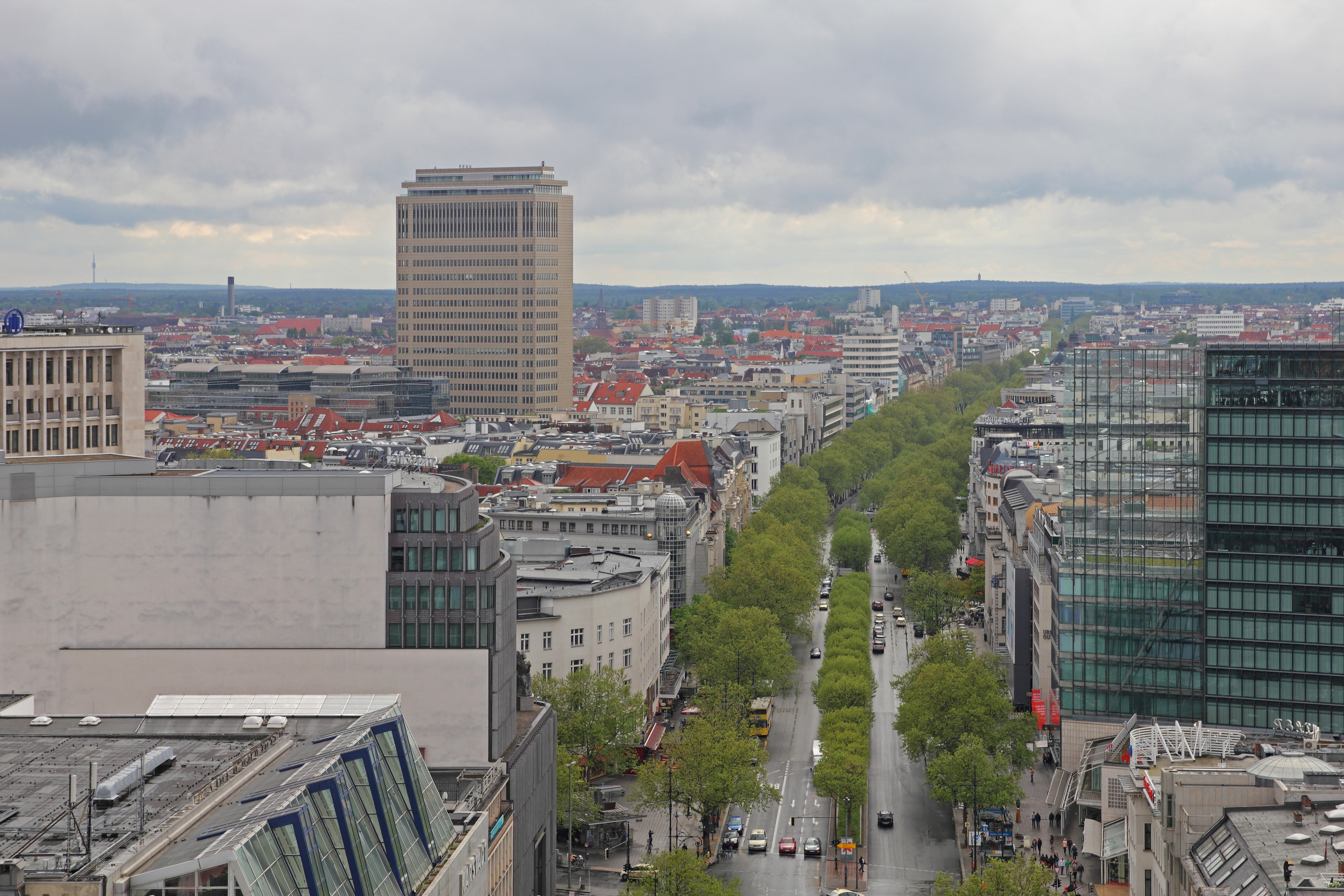
Ku'damm en mayo de 2013

La Kurfürstendamm, también conocida como Ku'damm es una de las avenidas más famosas de Berlín, Alemania. Tiene una longitud de 3,5 km.

## Historia

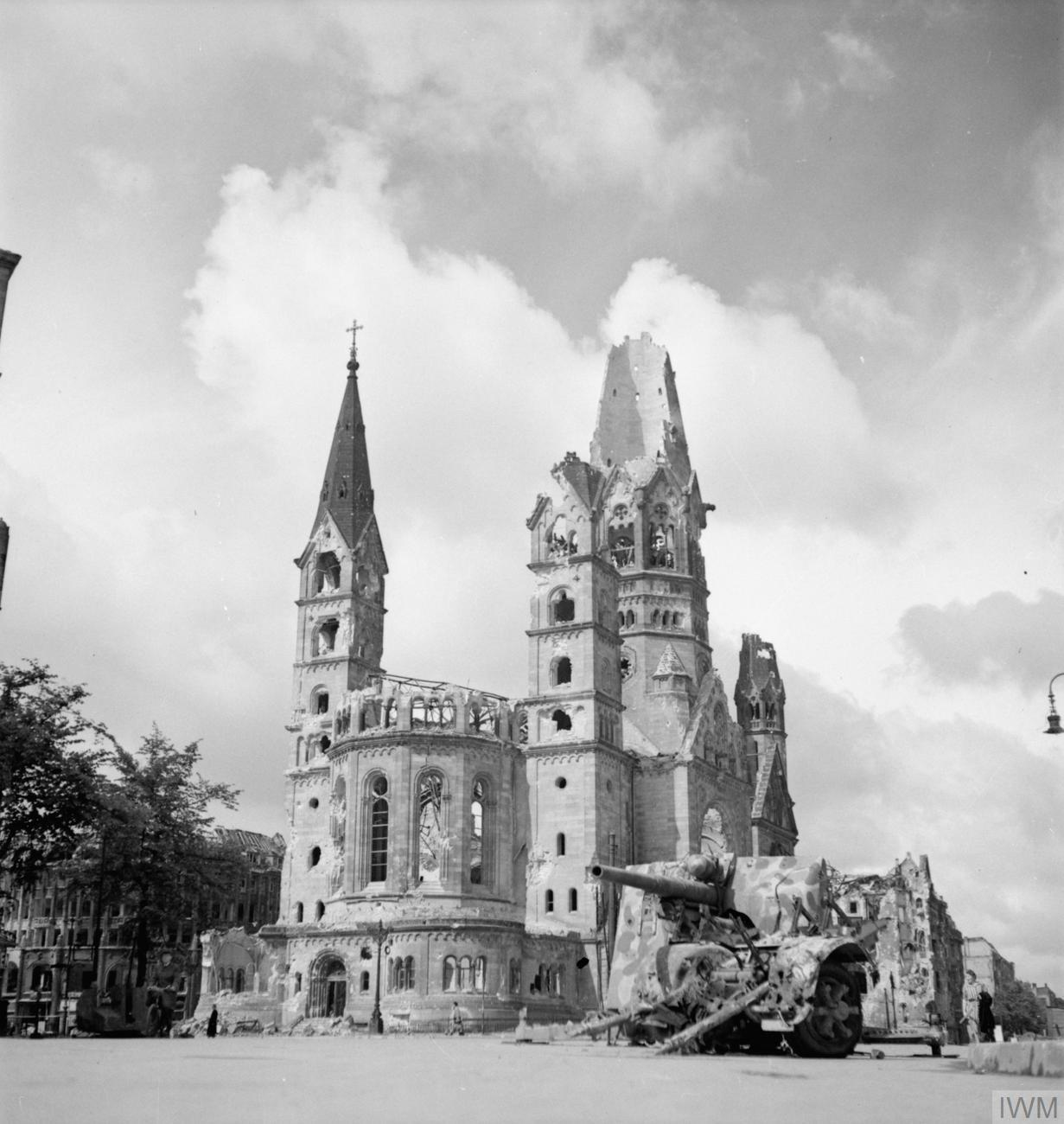
Iglesia del Kaiser Guillermo en 1945.

La calle toma su nombre de los antiguos Kurfürsten (Príncipes electores) del Sacro Imperio Romano.
En 1873, el Canciller de Alemania Otto von Bismarck escribió una carta al secretario del gabinete en la que por primera vez se presenta la idea de desarrollar un bulevar en esta calle. Finalmente en 1875 Bismarck logró imponer su idea que comprendía la ampliación de la vía a más de 53 metros de ancho. En 1886 se inició el desarrollo de la obra.
Cuando la ciudad fue dividida en Berlín Este y Berlín Oeste, con la edificación del muro de Berlín, la Kurfürstendamm se convirtió en la calle comercial por excelencia del Berlín occidental, donde se encuentra el Hotel Kempinski, teatros, tiendas, zapaterías.
En 1989 tuvo lugar la primera Love Parade en el Kurfürstendamm.
El proyecto artístico internacional United Buddy Bears, único a nivel mundial, estuvo en exposición en la avenida Kurfürstendamm en Berlín, durante el verano de 2011.

## Características
La Kurfürstendamm comienza cerca de la estación de tren Bahnhof Zoo en Zoologischer Garten, cerca de las ruinas de la Iglesia Memorial Kaiser Wilhelm, atraviesa Charlottenburg y Wilmersdorf.
Popularmente se denomina a la avenida, Ku´Damm.
Es una de las avenidas más famosas de Berlín, siendo uno de los centros comerciales más importantes de la capital alemana.